# Microsyopidae
Los microsiópidos (Microsyopidae) son una familia de mamíferos conocidos del período Paleoceno y Eoceno de Norteamérica y Europa. Pertenecen a los plesiadapiformes, un orden de mamíferos relacionados con el origen y la evolución de los primates.

## Taxonomía
- Familia Microsyopidae Osborn & Wortman, 1892			
  - Subfamilia Toliapininae
    - Género Altiatlasius Sigé, Jaeger, Sudre & Vianey-Liaud, 1990
      - Altiatlasius koulchii Sigé, Jaeger, Sudre & Vianey-Liaud, 1990

    - Género Avenius Russell, Phélizon & Louis, 1992
      - Avenius amatorum Russell, Phélizon & Louis, 1992

    - Género Berruvius Russell, 1964
      - Berruvius lasseroni Russell, 1964

    - Género Sarnacius Hooker, Phélizon & Russell, 1999
      - Sarnacius gingerichi (Russell, 1981)

    - Género Seia Russell & Gingerich, 1981
      - Seia shahi (Gingerich, 1981)

    - Género Toliapina[2] Hooker & Phélizon & Russell, 1999
      - Toliapina lawsoni Hooker & Phélizon & Russell, 1999
      - Toliapina vinealis Hooker & Phélizon & Russell, 1999 (especie tipo)

  - Subfamilia Uintasoricinae Szalay, 1969					
    - Tribu Navajoviini Szalay & Delson, 1979					
      - Género Choctawius[3] Beard & Dawson, 2009
        - Choctawius foxi Beard & Dawson, 2009
        - Choctawius mckennai (Szalay, 1969)

      - Género Navajovius Granger & Matthew, 1921
        - Navajovius kohlhaasae Granger & Matthew, 1921

    - Tribu Uintasoricini
      - Género Bartelsia[4] Gunnell, 2012
        - Bartelsia pentadactyla Gunnell, 2012

      - Género Nanomomys[5] Rose et al., 2012
        - Nanomomys thermophilus Rose et al., 2012

      - Género Niptomomys McKenna, 1960
        - Niptomomys doreenae McKenna, 1960
        - Niptomomys favorum  Strait, 2001
        - Niptomomys thelmae Gunnell & Gingerich, 1981

      - Género Uintasorex (Matthew, 1909)
        - Uintasorex montezumicus Lillegraven, 1976
        - Uintasorex parvulus (Matthew, 1909)

  - Subfamilia Microsyopinae Osborn & Wortman, 1892					
    - Género Arctodontomys Gunnell, 1985
      - Arctodontomys nuptus (Cope, 1882)
      - Arctodontomys simplicidens (Rose, 1981)
      - Arctodontomys wilsoni (Szalay, 1969)

    - Género Craseops Stock, 1932
      - Craseops sylvestris Stock, 1932

    - Género Megadelphus Gunnell, 1989
      - Megadelphus lundeliusi (White, 1952)

    - Género Microsyops Leidy, 1872
      - Microsyops angustidens Matthew, 1915
      - Microsyops annectens (Marsh, 1872)
      - Microsyops elegans (Marsh, 1871) (especie tipo)
      - Microsyops knightensis Gazin, 1952
      - Microsyops kratos Stock, 1938
      - Microsyops latidens Cope, 1882
      - Microsyops lundeliusi
      - Microsyops scottianus (Cope, 1881)

El género Altiatlasius podría pertenecer a un clado basal de los Euprimates.
El género Alveojunctus Bown, 1982 podría pertenecer a la tribu Uintasoricini o bien, junto a Picromomyx, formar la subfamilia Picromomyinae dentro de Microsyopidae.